# Wiwerka malajska
Wiwerka malajska (Viverricula indica) – gatunek drapieżnego ssaka z podrodziny wiwer (Viverrinae) w obrębie rodziny wiwerowatych (Viverridae), zamieszkujący południową i południowo-wschodnią Azję. Nie jest zagrożony wyginięciem.

## Taksonomia
Gatunek po raz pierwszy zgodnie z zasadami nazewnictwa binominalnego opisał w 1803 roku francuski przyrodnik Étienne Geoffroy Saint-Hilaire nadając mu nazwę Civetta indica. Holotyp pochodził z Indii. Jedyny przedstawiciel rodzaju wiwerka (Viverricula) który opisał w 1838 roku brytyjski przyrodnik Brian Houghton Hodgson. Podstawowe dane taksonomiczne podgatunków (oprócz nominatywnego) przedstawia poniższa tabelka:
| Podgatunek      | Oryginalna nazwa                  | Autor i rok opisu | Miejsce typowe                                                                   |
| --------------- | --------------------------------- | ----------------- | -------------------------------------------------------------------------------- |
| V. i. baliensis | Viverricula malaccensis baliensis | Sody, 1931        | Bali, strona południowo-zachodnia, Jembrana, na wysokości około 50 m, Indonezja. |
| V. i. pallida   | Viverra pallida                   | J.E. Gray, 1831   | prawdopodobnie w pobliżu Kantonu, Guandong, południowa Chińska Republika Ludowa. |
| V. i. rasse     | Viverra rasse                     | Horsfield, 1821   | Jawa.                                                                            |

Często używana jest nazwa V. malaccensis, ale obecnie jest nieprawidłowa. Niektóre ujęcia systematyczne rozpoznają do jedenastu podgatunków, ale ostatnie analizy oparte na danych molekularnych sugerują, że należy rozpoznać tylko cztery podgatunki, które ostatecznie mogą reprezentować więcej niż jeden gatunek. Autorzy Illustrated Checklist of the Mammals of the World rozpoznają cztery podgatunków.

### Etymologia
- Viverricula: rodzaj Viverra Linnaeus, 1758 (wiwera); łac. przyrostek zdrabniający -ula[27].
- indica: łac. Indicus „indyjski”, od India „Indie”[28].
- baliensis: Bali, Indonezja[29].
- pallida: łac. pallidus „blady, ziemisty”, od pallere „być bladym”[30].
- rasse: jawajaska nazwa rasse dla wiwerki, od sanskrytckiego rasa (dewanagari: रस) „smak, aromat”[5].

## Zasięg występowania
Wiwerka malajska występuje w południowej i południowo-wschodniej Azji zamieszkując w zależności od podgatunku:
- V. indica indica – subkontynent indyjski (wschodni Pakistan, Nepal, Bhutan, Bangladesz, Indie i Sri Lanka) oraz północne Indochiny (Mjanma, Tajlandia, Laos i Wietnam); być może w części południowo-środkowej Chińskiej Republiki Ludowej.
- V. indica baliensis – Bali.
- V. indica pallida – południowo-wschodnia Chińska Republika Ludowa i Tajwan; być może zasięg rozciąga się na środkową Chińską Republikę Ludową i Hajnan, ale przynależność podgatunkowa w tych regionach jest nieznana.
- V. indica rasse – południowe Indochiny od południowego Wietnamu, Laosu, Tajlandii i Kambodży do półwyspowej części Malezji i Tajlandii, północnej Sumatry i Jawy.

Introdukowany na Madagaskar, wyspę Zanzibar (archipelag Zanzibar), Komory i wyspę Socotra do produkcji cywetu lub do łapania szczurów; obecność na niektórych wyspach indonezyjskich (Bawean, Kangean, Lombok i Sumbawa) też mogła być introdukcją.

## Morfologia
Długość ciała (bez ogona) 48,5–60 cm, długość ogona 30–43 cm, długość ucha 3,9–5 cm, długość tylnej stopy 8,5–10 cm; masa ciała 2–4 kg. Sierść wiwerek malajskich ma w większości barwę brązową, żółtą lub płowopomarańczową. Dostrzec można białe i czarne obroże na szyi. Ciało pokryte jest ciemniejszymi plamkami, które na grzbiecie tworzą 6–8 pasów. Ogon paskowany, czarno-biały. Pierś jest jaśniejsza od reszty ciała, do tego bardziej szara lub brązowawa. Łapy są ciemnobrązowe lub czarne.

## Ekologia i zachowanie
Wiwerki malajskie przystosowane są do życia w wielu środowiskach, również w pobliżu siedlisk ludzkich. Preferują obszary otwarte, jak nadrzeczne lasy, lasy z drzewami zrzucającymi liście czy obszary trawiaste; rzadziej obserwowane są w gęstych lasach deszczowych. Są to ssaki żyjące samotnie, prowadzące nocny tryb życia. Sypiają w norach lub pustych pniach drzew. Są mięsożerne; zjadają głównie niewielkie kręgowce, takie jak gryzonie. Zjadają również owoce, padlinę i odpadki.
U samic żyjących w niewoli zaobserwowano dwa okresy rui: od lutego do kwietnia i od sierpnia do września. W niewoli mioty liczyły po 2–5 młodych; przestawały pić mleko matki w wieku 4–4,5 miesięcy. Nie jest wiadome, jak długo żyją wiwerki malajskie na wolności; w niewoli mogą żyć 20 lat i więcej.

## Status
IUCN uznaje wiwerkę malajską za gatunek najmniejszej troski (LC, Least Concern).